# Стівен Натаніель Фрік
Стівен Натаніель Фрік (англ. Stephen Nathaniel Frick; нар. 30 вересня 1964) — астронавт НАСА. Здійснив два космічні польоти на шатлах: STS-110 (2002, «Атлантіс») і STS-122 (2008, «Атлантіс»), капітан 1-го рангу ВМС США.
Стівен Фрік 30 вересня 1964 року в місті Піттсбург, штат Пенсільванія. 1980 року закінчив середню школу в місті Гібсонія, в тому ж штаті. У 1986 році здобув ступінь бакалавра в галузі аерокосмічної техніки у Військово-морській академії. У 1994 здобув ступінь магістра наук у галузі авіаційної техніки в аспірантурі Військово-морської школи.
У травні 1986 року, після закінчення Військово-морської академії, Фрік був направлений у війська. У лютому 1988 року, після закінчення Школи військово-морських льотчиків, направлений на Військово-морську базу «Сесіл-Філд», штат Флорида, почав вчитися літати літаками F/A-18 Hornet. Після закінчення навчання розподілений на авіаносець «Саратога», ходив у похід по Середземному та Червоному морях. За 8 місяців походів брав участь в операціях «Щит пустелі» та «Буря в пустелі», здійснив 26 бойових вильотів, перебуваючи в Червоному морі за цілями Іраку та Кувейті З грудня 1991 року Фрік провів 15 місяців у Морській школі в Монтереї, штат Каліфорнія, і ще 1 рік у Військово-морській Школі льотчиків-випробувачів, на авіабазі в місті Патаксенте, штат Меріленд. 1994 року дістав призначення як льотчик-випробувач на авіабазу Патаксент-Рівер, в штаті Меріленд, потім був переведений на авіабазу «Лемур», Каліфорнія. на 27 різних типах літаків та понад 370 посадок на палуби авіаносців.